# سد وادی کعام
سد وادی کعام (به عربی: سد وادی کعام) یک سد خاکی در لیبی است که در زلیتن واقع شده‌است.